# Nya Zeeland i olympiska vinterspelen 1984
Nya Zeeland deltog med sex deltagare vid de olympiska vinterspelen 1984 i Sarajevo. Ingen av landets deltagare erövrade någon medalj.